# Torreon (contea di Sandoval)
Torreon è un census-designated place (CDP) degli Stati Uniti d'America della contea di Sandoval nello Stato del Nuovo Messico. La popolazione era di 326 abitanti al censimento del 2010. Fa parte dell'area metropolitana di Albuquerque.

## Geografia fisica
Secondo lo United States Census Bureau, il CDP ha una superficie totale di 35,95 km², dei quali 35,95 km² di territorio e 0 km² di acque interne (0% del totale).

## Società

### Evoluzione demografica
Secondo il censimento del 2010, la popolazione era di 326 abitanti.

### Etnie e minoranze straniere
Secondo il censimento del 2010, la composizione etnica del CDP era formata dal 3,99% di bianchi, lo 0% di afroamericani, il 92,94% di nativi americani, lo 0% di asiatici, lo 0% di oceanici, l'1,23% di altre razze, e l'1,84% di due o più etnie. Ispanici o latinos di qualunque razza erano il 2,45% della popolazione.